# Batalha de Skyhill
Batalha de Scacafell ou Skyhill foi um confronto que ocorreu a cerca de 1,5 km de Ramsey, Ilha de Man em 1079. Ocorreu durante a terceira e final ofensiva do guerreiro nórdico Godred Crovan e Norse-Gael que invadiu a ilha, e conquistá-la a partir da decisão do rei Fingal Godredson.